# Cetatea dacică de la Cernat
Este o fortificație dacică situată pe teritoriul României.